# XLooking Forwardx
xLooking Forwardx, xLFx – amerykański zespół sxe hardcore punk, pochodzący z Bel Air, Maryland.
Zespół tworzą: 
- Justin Chaillou – wokal
- Joshua Chaillou – gitara
- Matt Bennett – druga gitara (w zespole od 2000 do 2002)
- Kevin Doherty – bas
- Kevin O'Brien – perkusja

Justin i Joshua Chaillou są braćmi, a Kevin Doherty jest ich kuzynem. Zespół oficjalnie został uformowany w 1999 roku. W Maju 2000 roku nagrali swoje pierwsze demo nazwane 1117 od miejsca, gdzie mieszkał wówczas Josh. Cały materiał z dema, został nagrany później ponownie na ich pierwszy album: Ahoy Crew Memebers!, wydany przez profesjonalną wytwórnię DFF Records w sierpniu 2002 roku. W kolejnych latach zespół nagrał kolejne 2 krążki: What that is mean to me nakładem wytwórni Blood Ink Records, oraz The Path We Tread wydany przez dużą wytwórnię – Facedown Records.
Muzycznie xLFx jest inspirowana różnymi gatunkami muzyki, choć najbardziej słychać wpływy wczesnego thrash metalu, new-school hardcore oraz youth crew hardcore. Wszyscy członkowie zespołu deklarują silną wiarę w Boga. Lirycznie i ideologicznie zespół związany jest z ruchem i filozofią straight edge.

## Dyskografia
- 1117 (demo) 2000
- Ahoy Crew Members! (DFF Records) 2002
- What This Means To Me (Blood and Ink Records) 2004
- The Path We Tread (Facedown Records) 2006